# Vilar de Donas
Vilar de Donas est une localité de la parroquia de San Salvador de Vilar de Donas dans le municipio de Palas de Rei, comarque de Ulloa, province de Lugo, communauté autonome de Galice, au nord-ouest de l'Espagne.
Cette localité est proche (2,5 km) de l'itinéraire actuel du Camino francés du Pèlerinage de Saint-Jacques-de-Compostelle.

## Patrimoine et culture

### Pèlerinage de Compostelle
Sur le Camino francés du Pèlerinage de Saint-Jacques-de-Compostelle, on vient de la localité de Portos, dans le municipio de Palas de Rei, par un détour de cinq kilomètres aller retour hors chemin, via Ferradal Novo.
La prochaine halte est la localité de Lestedo, dans le municipio de Palas de Rei, après être repassé par Portos.

### Patrimoine religieux
Le monastère de Vilar de Donas a été fondé par la famille Arias de Maonte(r)roso. Il fut en 194 [Quand ?] la maison professe de l'Ordre de Santiago de la Espada qui combattait les bandits détroussant les pèlerins. Plusieurs tombes de chevaliers de l'ordre sont présentes dans le monastère.
En 1746, la maison qui avait perdu de son importance, fut rattachée à Saint Marc de León.
L'église, toujours en place, fut construite en 1230 sous Fernando II qui lui accorda des privilèges. Un retable de granit est présent sur le maître-autel, ainsi qu'un baldaquin sur le transept gauche.

## Sources et références
- (fr) Grégoire, J.-Y. & Laborde-Balen, L. , « Le Chemin de Saint-Jacques en Espagne - De Saint-Jean-Pied-de-Port à Compostelle - Guide pratique du pèlerin », Rando Éditions, mars 2006,  (ISBN 2-84182-224-9)
- (fr)« Camino de Santiago St-Jean-Pied-de-Port - Santiago de Compostela », Michelin et Cie, Manufacture Française des Pneumatiques Michelin, Paris, 2009,  (ISBN 978-2-06-714805-5)
- (fr)« Le Chemin de Saint-Jacques Carte Routière », Junta de Castilla y León, Editorial